# Providencialisme
El providencialisme és la creença segons la qual la voluntat de Déu és evident en cada esdeveniment. Pot, a més a més, ser descrit com la convicció que el poder de Déu (o Divina providència), és tan completa que l'home no pot igualar la potència divina, ni comprendre la integritat del seu projecte. Un altre aspecte del providencialisme és la convicció que el pla de Déu sobrepassa tot control humà, i que, de vegades, allò es pot expressar per esdeveniments aparentment nefastos sobrevenint a bones persones. Pot igualment ser comprès com la convicció que, tot el que sobrevé, ho és per al més gran bé.
El providencialisme va ser objecte de nombroses discussions en els cercles europeus que intentaven justificar l'imperialisme, al segle xix, atès que els sofriments causats per la conquesta europea era justificat pels motius de la persecució del pla de Déu i de la difusió del cristianisme als països llunyans.